# Robert Westbrook
Pour les articles homonymes, voir Westbrook.
Robert Westbrook, né le 21 décembre 1945 à New York, aux États-Unis, est un écrivain américain, auteur de roman policier.

## Biographie
Après un séjour en Union soviétique, il publie en 1963 son premier ouvrage, Journey Behind the Iron Curtain. En 1970, il fait paraître The Magic Garden of Stanley Sweetheart qu'il adapte lui-même au cinéma la même année pour un film réalisé par Leonard Horn (en) avec le titre éponyme.
Il n'écrit plus pendant quinze ans, puis en 1987, débute avec Serial killer (The Left Handed Police Man) une série consacrée à Nicholas Rachmaninoff, lieutenant de la brigade criminelle de Beverly Hills. Selon Claude Mesplède, « on suit avec beaucoup d'intérêt ce personnage attachant et complexe ».
Dans les années 2000, Robert Westbrook écrit plusieurs novélisations avant de publier en 2014 et 2015 la trilogie The Torch Singer.

## Œuvre

### Romans

#### SérieNicholas Rachmaninoff
- The Left Handed Police Man (1987) Publié en français sous le titre Serial killer, Paris, Éditions Gérard de Villiers, coll. « Polar U.S.A. » no 32 (1990)  (ISBN 2-7386-0085-9)
- Nostalgia Kills (1988) Publié en français sous le titre Rachmaninoff's blues, Paris, Éditions Gérard de Villiers, coll. « Polar U.S.A. » no 23 (1989)  (ISBN 2-7386-0064-6)
- Lady Left (1990)
- Rich Kids (1992)

#### SérieHoward Moon Deer
- Ghost Dancer (1998)
- Warrior Circle (1999)
- Red Moon (2000)
- Ancient Enemy (2001)

#### TrilogieThe Torch Singer
- An Overnight Sensation (2014)
- An Almost Perfect Ending (2014)
- The Saint of Make-Believe (2015)

#### Autres romans
- Journey Behind the Iron Curtain (1963)
- The Magic Garden of Stanley Sweetheart (1970)

### Novélisations
- The Mexican (2001), novélisation du film Le Mexicain Publié en français sous le titre Le Mexicain, Paris, J'ai lu no 6032 (2001)  (ISBN 2-290-31312-2)
- Insomnia (2002), novélisation du film Insomnia
- The Final Cut (2004), novélisation du film Final Cut
- The Saudi Connection (2006), coécrit avec Jack Anderson

### Autres ouvrages
- Intimate Lies (2014)

## Adaptation
- 1970 : The Magic Garden of Stanley Sweetheart (en), film américain réalisé par Leonard Horn (en)

## Sources
: document utilisé comme source pour la rédaction de cet article.
- Claude Mesplède (dir.), Dictionnaire des littératures policières, vol. 2 : J - Z, Nantes, Joseph K, coll. « Temps noir », 2007, 1086 p. (ISBN 978-2-910-68645-1, OCLC 315873361), p. 1010-1011.